# 마쓰다이라 쓰나타카

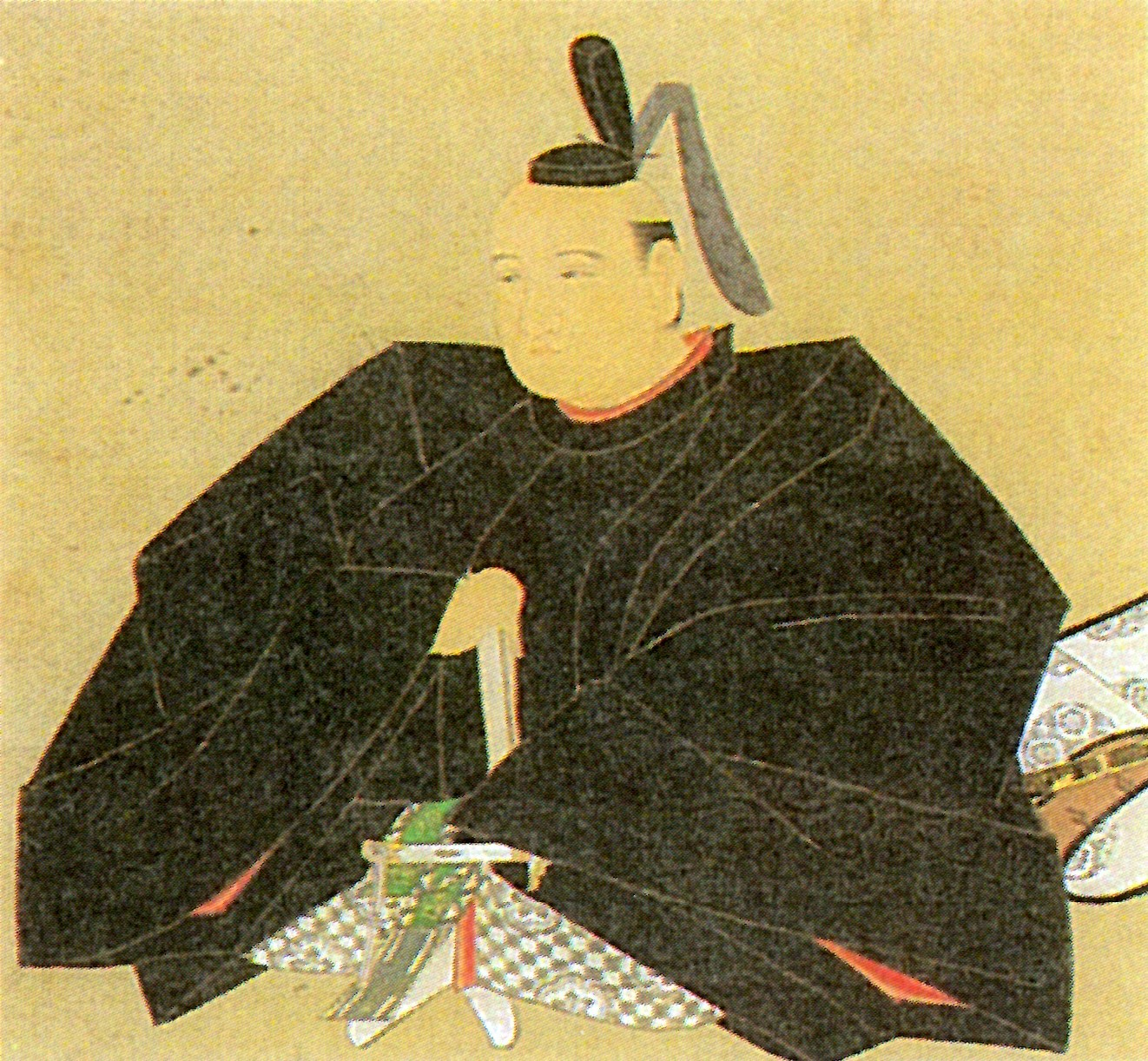
마쓰다이라 쓰나타카

마쓰다이라 쓰나타카(松平綱隆)는 에도 시대 중기의 다이묘이다. 이즈모 마쓰에번 제2대 번주이다. 나오마사계 에치젠 마쓰다이라 종가(直政系越前松平家宗家) 제2대 당주.
에도 막부 쇼군 도쿠가와 이에쓰나, 쓰나요시에게는 6촌 형에 해당한다.
| 전임 마쓰다이라 나오마사 | 제2대 마쓰에번 번주 (마쓰에 마쓰다이라가) 1666년 ~ 1675년 | 후임 마쓰다이라 쓰나치카 |